# نادي جمعية الشباب

## تعريف موجز بنادي جمعية الشباب الرياضي
جمعية الشباب الرياضي، أو نادي يوفنتوس المغربي أو AJS أو  JUVE
كلها أسماء لنادي جمعية الشباب الرياضي المغربي الذي ينتمي لمدينة الدار البيضاء العاصمة الاقتصادية للمملكة المغربية، ويوجد مقره الاجتماعي بعمالة مقاطعة عين الشق بسيدي معروف، النادي يمثل تجربة رائدة تشق طريقها بثبات نحو مستقبل واعد ومشرق، حيث تمتلك الجمعية مشروعا رياضيا، تربويا وتنمويا طموحا. ورسالة الجمعية الأبدية هي: الرياضة تربية وأخلاق. انخرطت جمعية الشباب الرياضي رسميا بالجامعة الملكية المغربية لكرة القدم بتاريخ 23 يوليوز 2007، حيث يمارس الفريق الأول بدوري الهواة المغربي.الاسم المصغر لنادي اليوفي المغربي أو جمعية الشباب الرياضي هو AJS وهو يحمل نفس اسم وألوان يوفنتوس العملاق الأوربي الكبير. والجمعية تسعى لأن تكون فضاء يجمع كافة عشاق ومحبي نادي اليوفي في المغرب. يعتبر فريق اليوفي الذي تأسس مطلع الموسم الرياضي 2000/2001 ،بمثابة النواة الأولية التي مهدت لتأسيس الجمعية في 19 أبريل 2003 كما بعتبر إضافة نوعية في كرة القدم الجهوية والوطنية بالنظر للمشروع الطموح الذي يحمله النادي، ومنذ تأسيسه تميز الفريق بأدائه الفني الراقي ولعبه النظيف الخالي من كل أشكال العنف أو الخشونة وكذلك بأخلاق لاعبيه العالية، ولقد حقق الفريق منذ تأسيسه العديد من الانجازات.  

## ورقة تقنية حول الجمعية
- الاسم الكامل: جمعية الشباب الرياضي / ASSOCIATION JEUNESSE SPORTIVE
- تاريخ التأسيس: 19 أبريل 2003.
- رئيس الجمعية: عبد اللطيف الناصري.
- مجال تدخل الجمعية: رياضي، تربوي، تنموي على المستويين المحلي والجهوي.
- رسالة الجمعية: الرياضة تربية وأخلاق.
- المقر الاجتماعي للجمعية: حي النجاح بلوج "G" رقم 73 الطابق الثالث صندوق البريد20190 سيدي معروف / الدار البيضاء-المغرب.
- البريد الإلكتروني:ajs_2003@hotmail.com
- الموقع الإلكتروني للجمعية:www.ajs.ma
- عدد أعضاء الجمعية برسم الموسم الرياضي 2007/2008 : يناهز 1000 عضو.
- اللون الرسمي للنادي: الأسود والأبيض.
- اللون الاحتياطي: الأخضر والأحمر.

## شعار النادي

شعار الجمعية
شعار نادي يوفنتوس

شعار الجمعية ذو شكل بيضاوي مؤلف من دائرتين بلون أسود يتوسطهما اسم الجمعية باللغتين العربية والفرنسية وهو يتكون من العناصر التالية:
- تاج أصفر:وهو يرمز للنظام الملكي بالمغرب كأحد الثوابت الرئيسية لنظام الحكم بالمملكة المغربية ووجوده بشعار الجمعية في الأعلى يعني بأن جمعية الشباب الرياضي بكافة مكوناتها تتمسك بأهداب العرش العلوي المجيد وتنخرط في المشروع الملكي الذي يقوده جلالة الملك محمد السادس نصره الله.
- خط أحمر وخط أخضر:وهما يرمزان إلى اللونين اللذان يتكون منهما العلم الوطني المغربي.
- خطوط بيضاء وسوداء:وهي ترمز إلى ألوان الفريق الرسمية وهي نفس ألوان فريق يوفنتوس الإيطالي.
- اسم الشباب: وهو يرمز لاسم الجمعية، ويقابله في الشعار الرسمي لنادي يوفنتوس اسمJUVENTUS والاسمان لهما نفس المعنى باللغتين العربية والإيطالية.
- كرة: تتوسط شعار الجمعية كرة تعني بأن الجمعية تختص بجميع أنواع الرياضة وبصفة خاصة بكرة القدم.
- AJS :وهي حروف لاتينية ترمز للاسم المصغر لجمعية الشباب الرياضي باللغتين الإيطالية والفرنسية.
- اللون البني في الأسفل (لون الصلصال): يوجد في الدائرة الكبرى ويرمز إلى لون التراب وهو المادة الذي خلق الله سبحانه وتعالى الإنسان منها وهو يمثل الأرض التي منها خرج الإنسان، حيث التراب أحد مكوناتها الأساسية وإليها يعود بعد وفاته عندما يدفن في قبر بجوف الأرض.

## وصلات خارجية
- الموقع الإلكتروني الرسمي للجمعية (بالعربية والإيطالية)